# Борьба с формализмом
Буржуазный формализм — идеологическое клише, означающее любое проявление в искусстве, которое выходило за произвольно установленные в СССР рамки социалистического реализма или противопоставлялось ему. Советское искусствоведение рассматривало формализм как антинародную, буржуазную теорию. Сам термин «формализм» постепенно утратил научный смысл, приобретя оттенок вульгарности, поскольку он стал употребляться исключительно для дискредитации художников и направлений в искусстве, которые не отвечали официальным доктринам.

## Предыстория
В 1920-е годы, после Октябрьской революции и Гражданской войны, формалисты (представители разных направлений русского авангарда), наряду с деятелями других течений в искусстве, были равноправными участниками социалистического эксперимента.
Поначалу взаимная полемика между разными художественными объединениями была «примечательна прямотой и открытостью, декларативным стремлением воспользоваться революционной свободой в выражении мнений».
Однако к середине 1920-х по мере усиления внутрипартийной борьбы внутри ВКП(б) «актуальность репрессивной риторики в области культуры растет пропорционально ее распространению в эшелонах власти». Причем риторика использовалась как в отношении формалистов, так и ими самими в отношении других художественных группировок.
Но эти выяснения отношений происходили внутри художественной среды и власть до времени в них не вмешивалась. Прецедент такого вмешательства и расширительного толкования формализма создал Л. Д. Троцкий (1923) в статье «Формальная школа поэзии и марксизм» в газете «Правда». Он объявил формализм «заносчивым недоноском».
Троцкий не ограничился критикой формализма в искусстве, осудив формализм «и в праве, и в хозяйствовании, то есть обличая порок формалистической узости в областях, далеких от изучения литературных приемов». Но в двадцатые из-за отстранения Троцкого от власти и изгнания его из страны это осталось лишь личным мнением опального вождя.
Немалую роль в сохранении определённой свободы творческого выражения в это десятилетие сыграл А. В. Луначарский, до 1929 года возглавлявший Наркомпрос. В его ведении кроме учебных заведений всех типов тогда находились все творческие объединения деятелей искусства.

## 1932. О перестройке литературно-художественных организаций
Изменения начались с 1929 года, года великого перелома. После проведения насильственной коллективизации и перед объявлением об успешном выполнении Первой пятилетки 23 апреля 1932 года Политбюро ЦК ВКП(б) приняло постановление «О перестройке литературно-художественных организаций», в котором в частности говорилось следующее:

Исходя из этого ЦК ВКП(б) постановляет:
1) ликвидировать ассоциацию пролетарских писателей (ВОАПП, РАПП);
2) объединить всех писателей, поддерживающих платформу советской власти и стремящихся участвовать в социалистическом строительстве, в единый союз советских писателей с коммунистической фракцией в нем;
3) провести аналогичное изменение по линии других видов искусства;

Под другими видами искусства тогда подразумевались: изобразительное искусство, музыка и архитектура. 26 мая 1932 года провёл своё первое заседание Президиум Оргкомитета Всесоюзного съезда советских писателей. В том же году был избран президиум правления Союза советских композиторов и 18 июля 1932 года избрано правление Союза советских архитекторов. 15 апреля 1931 года, за год до постановления Политбюро ВКП(б), в Москве состоялась выставка группировки, назвавшей себя «Союз Советских художников», на которой были представлены исключительно работы художников, связанных с АХРР, но лишь после выхода постановления, 25 июня 1932 года было избрано Правление Московского областного Союза советских художников, организации, впервые включившей в себя представителей всех основных художественных объединений, 2 августа 1932 года был организован Ленинградский областной Союз советских художников, в дальнейшем такие Союзы возникли во всех крупных городах страны. Таким образом были ликвидированы все художественные группировки, начиная с приближенных к власти: в литературе одиозная Российская ассоциация пролетарских писателей, в живописи Ассоциация художников революционной России, в музыке Российская ассоциация пролетарских музыкантов, в архитектуре Всероссийское общество пролетарских архитекторов. Причины такого решения Сталин изложил на собрании писателей-коммунистов на квартире А. М. Горького 20 октября 1932 года:

Мы имели: с одной стороны борьбу литературных групп, с другой стороны грызню между собой коммунистов, работавших в этих литературных группах. Рапповцы в этой грызне были в первых рядах. Ведь что вы делали? Вы выдвигали и расхваливали своих, выдвигали подчас не в меру и не по заслугам, замалчивали и травили писателей, не принадлежащих к вашей группе, и, тем самым, отталкивали их от себя, вместо того чтобы привлекать их в вашу организацию и помогать их росту. Ведь по сути дела вы были центральной, руководящей группой. Но вместо руководства у этой центральной группы было декретирование, администрирование и зазнайство. Eщe год тому назад ясно было, что монополия в литературе одной группы ничего хорошего не принесет. Монопольную группу надо было давно ликвидировать. В свое время, на известном историческом этапе РАПП, как организация, притягивающая и собирающая литературные силы, была нужна. Но, сделав необходимое историческое дело, став группой, занимающей монопольное положение, эта группа закостенела. Рапповцы не поняли следующего исторического этапа, не разглядели известного поворота к нам широких слоев интеллигенции и гигантского роста литературно-писательских сил. Став монопольной группой, вы не разглядели, что литература была уже не группой, а морем, океаном. Каковы наши задачи на литературном фронте? Вы должны были создать единую сплоченную коммунистическую фракцию, чтобы перед лицом этого океана беспартийных писателей фракция выступила единым сплоченным фронтом, единым крепким коллективом, направляя вместе с ними литературу к тем целям, которые ставит перед собой партия.

О борьбе с формализмом в этом выступлении Сталина речи не было, наоборот было сказано следующее:

А цель у всех у нас одна: строительство социализма. Конечно, этим не снимается и не уничтожается все многообразие форм и оттенков литературного творчества. Наоборот. Только при социализме, только у нас могут и должны расти и расширяться самые разнообразные формы искусства; вся полнота и многогранность форм; все многообразие оттенков всякого рода творчества, в том числе, конечно, и многогранность форм и оттенков литературного творчества. Ведь ни для кого не секрет, что различные писательские группировки по-разному встретили и расценили постановление ЦК. Часть писателей, вроде Пильняка, поняли наше постановление так, что теперь, мол, сняты все оковы и нам все дозволено. Мы знаем, что этой части писателей не все понятно из того, что происходит в стране строящегося социализма; им трудно еще понять все это; они медленно поворачиваются в сторону рабочего класса; но они поворачиваются. Надо было вовремя и терпеливо помочь им в перестройке.

Известно, что, помимо Бориса Пильняка, это постановление Политбюро ЦК с энтузиазмом восприняли и Борис Пастернак, и Сергей Прокофьев. Таким образом, Сталиным была поставлена цель не борьбы и размежевания, а объединения всех, каких только возможно, творческих сил страны, лояльных советской власти, руководства ими и «помощи» им в «повороте в сторону рабочего класса».
Со временем постановление разделило советских художников на «принятых властью», и «неформальных», чьи произведения не закупались, не выставлялись и не публиковались.

## Социалистический реализм и Максим Горький
Разгром — руководство группировки это правильно поняло, начав саботаж и написание жалоб — РАПП и ей подобных потребовал создать объединяющую всех идею вместо провозглашённого этими группировками «метода диалектического материализма». Сталин на встрече писателей с руководством партии и правительства на квартире Горького (26 октября 1932) охарактеризовал «метод диалектического материализма» так: 
Мне кажется, если кто-нибудь овладеет как следует марксизмом, диалектическим материализмом, он не станет стихи писать, он будет хозяйственником или в ЦК захочет попасть. 
Приняли решение Оргбюро ЦК (7 мая 1932) о мероприятиях по выполнению постановления Политбюро. Утвердили состав Оргкомитета Союза советских писателей под председательством Ивана Гронского и оформили это решение подписями от литературных группировок.
Деятели распущенной РАПП подписывать заявление о создании Оргкомитета отказались. Владимир Киршон, Александр Фадеев и Бела Иллеш направили письма (10 мая 1932) об этом в ЦК. Чуть позже письма пришли от Авербаха, Шолохова и Макарьева.

Заявления рассматривала комиссия Политбюро: Сталин, Л. М. Каганович, П. П. Постышев, А. И. Стецкий, И. М. Гронский. Сталин, изучив послания, в тот же вечер вызвал Гронского для обсуждения ситуации и заявил:
Оргвопросы перестройки литературно-художественных организаций ЦК решены. И для перерешения их нет абсолютно никаких оснований. Остаются нерешенными творческие вопросы, и главный из них — о рапповском диалектико-материалистическом методе. Завтра, на Комиссии рапповцы этот вопрос безусловно поднимут. Нам поэтому нужно заранее, до заседания, определить свое отношение к нему: принимаем ли мы его или, наоборот, отвергаем.
Он спросил Гронского о предложениях по этому вопросу. Тот высказался категорически против метода РАПП, с уважением вспомнил о дореволюционном критическом реализме. Советская литература — продолжение и развитие критического реализма в новых исторических условиях «пролетарского социалистического движения», сказал Гронский. Он предложил назвать советский творческий метод «пролетарским социалистическим, а еще лучше коммунистическим реализмом».
Сталин собирался «объединить всех деятелей литературы и искусства», поэтому отказался поддержать слово «пролетарский». Сославшись на отсутствие «практической задачи … перехода от социализма к коммунизму», не поддержал и слово «коммунистический». И предложил назвать новый метод «соцреализм», как противовес «методу диалектического материализма» РАПП. Эту пустую словесную конструкцию (как и у РАПП) еще только предстояло наполнить содержанием. Однако, она провозглашала не борьбу и размежевание, а объединение.
На следующий день комиссия с выступавшими Сталиным, Гронским и Стецким (Каганович ограничился парой реплик) одержала победу над деятелями РАПП (Киршон, Афиногенов, Ясенский и Бела Иллеш). После пятичасовой полемики рапповцы приняли предложенный творческий метод соцреализма и подписали заявление.
Заявление опубликовали в «Литературной газете» (17 мая 1932) под заголовком «О создании оргкомитета единого союза советских писателей», ниже разместили постановление правления РАПП о самороспуске. Впервые публично «соцреализм» прозвучал в речи Гронского на собрании актива литкружков Москвы (20 мая 1932). Фрагмент этой речи опубликован в «Литературной газете» (23 мая 1932) — так термин впервые появился в печати.
Так закладывали — вслед за национализацией, создавшей основу централизации экономики — фундамент для централизации творческой жизни.
Объединяющей всех и авторитетной для писателей фигурой стал Максим Горький, живший с 1921 года в эмиграции и пытавшийся ещё там в 1923-25 годах в своём журнале «Беседа» объединить литераторов Европы, русской эмиграции и Советского Союза. Однако в 1924 году он получил окончательный отказ в распространении журнала в СССР и был вынужден прекратить этот издательский проект.
С 1924 года Горький поселился в Италии. Там его посещали советские официальные лица: полпред в Италии Константин Юренёв, полпред в Англии Леонид Красин, посол Советов в Италии Платон Керженцев, руководитель Наркомата внешней торговли Якуб Ганецкий, глава правительства УССР Влас Чубарь. В июле 1927 года Горького посетил посол СССР в Италии Лев Каменев с женой.
Все чаще Горький стал задумываться о возвращении на родину. Ежедневно он получал оттуда десятки писем, в которых его звали домой члены правительства, писатели и ученые, рабкоры и селькоры, домашние хозяйки и дети.

В сентябре-октябре 1927 года в СССР отметили 35-летие литературной деятельности писателя. В связи с подготовкой 60-летнего юбилея Горького (март 1928) по распоряжению правительства образовали комитет, в который вошли Николай Бухарин, А. В. Луначарский, Иван Скворцов-Степанов, Якуб Ганецкий. М. Н. Покровский, Артемий Халатов. От чествований Горький категорически отказывался, но они прошли по всей стране. Поздравление Совета Народных Комиссаров опубликовали 30 марта, где отмечали 
огромные заслуги Алексея Максимовича Пешкова перед рабочим классом, пролетарской революцией и перед Союзом Советских Социалистических Республик. 
В итоге Горький решился. И 28 мая 1928 впервые после 6,5 лет эмиграции он прибыл в Москву, где его встретили восторженные толпы советских трудящихся. Но осенью он снова вернулся в Италию,. Так он поступал и дальше: каждую осень после посещений СССР в 1929, 1931, 1932.
Правительство предоставило Горькому особняк С. П. Рябушинского на Малой Никитской (1931). Как летнее жилье — дачу Ивана Морозова в Горках-10. А с 1932 года — усадьбу Раевских «Тессели» в Форосе (Крым).
После выхода постановления «О перестройке литературно-художественных организаций», в Москве Горький активно участвовал (октябрь 1932) в объединении советских писателей. Он организовал на квартире две встречи литераторов — сначала коммунистов, а затем и представителей всех писателей — с руководством партии и правительства.
Италию он окончательно покинул 9 мая 1933 и прибыл 17 мая на теплоходе «Жан Жорес» в Одессу. А 19 мая 1933 поездом оказался в Москве.

## 1933. Беломорско-Балтийский канал им. Сталина
После приезда Горького в СССР первым опытом объединения писателей стало посещение ими только что построенного заключёнными (об этом 5 августа 1933 года сообщила газета «Правда») Беломорканала и написание книги об этом. 
Последняя глава этой книги, написанная им самим, так и называлась «Первый опыт». Участвовавший в поездке Александр Авдеенко тогда записал:
```
«
Исполнилась мечта 
Горького
, настойчиво призывавшего собрать писателей под одной крышей и убедить в необходимости единства. Мчатся писатели навстречу ленинградскому рассвету. Чисто пролетарские и попутчики. 
Литфронтовцы
 и 
лефовцы
. 
Перевальцы
 и 
литпостовцы
. 
Конструктивисты
 и 
локафовцы
. „
Кузнецы
“ и „
Серапионовы братья
“. Сочувствующие и полусочувствующие
»
[
17
]
. 
```

Поездка на объект ОГПУ была организована в рекордно короткие сроки, началась 17 августа 1933 года и продолжалась 6 дней. 
Такая оперативность может быть объяснена тем, что её организацией занимался с одобрения Горького Леопольд Авербах, сестра которого была женой зампреда ОГПУ Ягоды (за руководство строительством канала 4 августа 1933 года награждённого орденом Ленина). Поэтому он стал одним из трёх редакторов книги, наряду с Горьким и начальником лагеря, строившего канал, Фириным, в поездке сопровождавшим писателей. 
Всего в мероприятии участвовало 120 литераторов, а в написании книги — 36:
```
Л. Авербах
, 
Б. Агапов
, 
С. Алымов
, 
A. Берзинь
, 
С. Буданцев
, С. Булатов, 
Е. Габрилович
, Н. Гарнич, 
Г. Гаузнер
, 
С. Гехт
, К. Горбунов, 
М. Горький
, 
С. Диковский
, 
Н. Дмитриев
, 
К. Зелинский
, 
М. Зощенко
, 
Вс. Иванов
, 
Вера Инбер
, 
B. Катаев
, 
М. Козаков
, 
Г. Корабельников
, 
Б. Лапин
, A. Лебеденко, 
Д. Мирский
, 
Л. Никулин
, 
B. Перцов
, Я. Рыкачев, 
Л. Славин
, 
А. Тихонов
, 
A. Толстой
, 
К. Финн
, 
З. Хацревин
, 
B. Шкловский
, 
А. Эрлих
, Н. Юргин, 
Бруно Ясенский
[
19
]
. 
```

Содержание книги «Беломорско-Балтийский канал имени Сталина» было практически полностью заранее подготовлено сотрудниками ОГПУ:

Вопреки ожиданию, уполномоченный Онуфриенко очень ласково принял меня. Угостил папиросой, пригласил садиться. А затем сообщил, что, зная меня как исполнительного, честного и умного человека, решил поручить мне потолковать с Максимом Горьким, прибывающим для осмотра канала. Затем часа два Онуфриенко подробно инструктировал меня, что я должен говорить Горькому и как вести себя. Собственно, роль моя была совсем несложной. Горький в числе других лагерных пунктов посещает и наш. Его встречает начальство, ведет в лагерный клуб, где уже сидят чисто одетые заключенные, и сажает в первый ряд, между мною и другим, тоже заранее подготовленным заключенным. Горький остался доволен беседой с нами, как и постановкой на лагерной сцене его пьесы «Егор Булычов». Напарник мой, о котором я знал, что он бывший учитель, работавший экономистом на нашем лагерном пункте, изумил меня, заявив Горькому, что он только в лагере, вечерами, после тяжелой физической работы, сумел овладеть грамотой. Что первой настоящей книжкой, которую он прочел, была его, Максима Горького, книжка — рассказ «Страсти-мордасти». Это растрогало старика. … Онуфриенко меня похвалил, а два месяца спустя, при очередном зачете, мне и моему напарнику снизили сроки заключения — каждому на три года.

Чтобы показать Горькому то, что он сам искренне надеялся увидеть, понадобились бесцеремонная ложь и безграничная лесть. С другими писателями было проще:
«С той минуты, как мы стали гостями чекистов, для нас начался полный коммунизм. Едим и пьем по потребностям, ни за что не платим. Копченые колбасы. Сыры. Икра. Фрукты. Шоколад. Вина. Коньяк. И это в голодный год!» 
Кстати, в Белбалтлаге, куда ездили писатели, от голода в 1933 умерло в 3,9 раз больше заключённых от общего их числа, чем в 1932.

Принимая Авдеенко у себя дома, Горький так охарактеризовал своих попутчиков: 
Известно мне, как мастера пера путешествовали по Беломорско-Балтийскому каналу. Одни с любопытством взирали на чудо двадцатого века, на строителей, бывших собственников, нарушителей законов, людей социально опасных, — и видели только экзотику. Другие скользили равнодушным взглядом и по бетонным плотинам и шлюзам, и по лицам строителей. Третьи — веселились. 
Потому единственное, что может представлять интерес в этой книге, — её форма.
Благодаря Горькому, это был не сборник сочинений разных авторов, а целостный документально-художественный роман. И, в соответствии с определением соцреализма, данным позднее на Первом съезде советских писателей Ждановым, роман, где «правдивость и историческая конкретность художественного изображения действительности сочетались с задачей идейной переделки и воспитания трудящихся в духе социализма».
Роман полностью посвящён «идейной переделке и воспитанию». Оттого его сразу назвали образцовым романом соцреализма.
Структура романа состоит из четырёх типов повествования: хроника (постановления, приказы, телеграммы, стенограммы, личные дела, лагерная газета), лирические отступления (вместе с политическими пассажами), повествование от автора и повествования самих героев.
Пунктиром, придающим смысл, через много страниц проходят истории (линии) жизни его персонажей. Причем часто контрапунктом — эпизоды из жизни положительного героя чередуются с эпизодами из жизни отрицательного героя, который, как правило, рано или поздно перековывается в положительного. Оглавление указывает на перековку, как основную тему и смысл книги: сперва канал строят заключённые (глава 4), затем каналоармейцы (глава 7) и, наконец (глава 14), товарищи.
С иными темами и смыслами, но аналогичную монтажную структуру повествования и манеру изложения имели романы виднейшего американского авангардиста Джона Дос Пассоса «Манхэттен», «42-я параллель» и «1919», переведённые и изданные в СССР в 1927, 1931 и 1933 годах.
Роман проиллюстрировали фотографиями конструктивиста Александра Родченко, приехавшего на Беломорканал на несколько месяцев раньше, часть которых обладает яркой и выразительной художественной формой.
В первом образцовом романе соцреализма борьбы с формализмом не происходило. И, несмотря на чудовищную ложь исходного материала, заботливо предоставленного писателям сотрудниками ОГПУ, по уровню формального исполнения его можно было поставить рядом с лучшими произведениями мировой литературы того времени.

## 1934. Первый съезд советских писателей СССР
17 августа 1934 года в Москве открылся Первый съезд советских писателей, который должен был стать ориентиром и для других творческих объединений деятелей искусства. На съезде было произнесено два главных доклада, которые должны были задать его общее направление: краткий доклад курировавшего съезд секретаря ВКП(б) Жданова и обширный доклад Максима Горького «О советской литературе». Ни в одном из них слово формализм не было упомянуто вовсе, а слово форма как объект творчества в докладе Горького встретилось один раз:

Нельзя быть инженером человеческих душ, но зная техники литературного дела, причем необходимо заметить, что техника писательского дела имеет ряд специфических особенностей. Родов оружия у вас много. Советская литература имеет все возможности применить эти роды оружия (жанры, стили, формы и приемы литературного творчества) в их разнообразии и полноте, отбирая все лучшее, что создано в этой области всеми предшествующими эпохами. С этой точки зрения овладение техникой дела, критическое усвоение литературного наследства всех эпох представляет собою задачу, без решения которой вы не станете инженерами человеческих душ.

Тем не менее, дискуссия о формализме на съезде произошла. Первым о его вредоносности предметно высказался ставший затем главой Союза советских писателей Украины, автор частушек и агиток, Кулик:

Возвращаясь к поэзии, я хочу обратить внимание на ее основные недостатки. В большинстве случаев они сводятся к тому же, что наблюдается и в поэзии других республик: к формализму, формалистическому экспериментаторству, риторичности, декларативности. На Украине формализм особенно часто является ширмой для протаскивания враждебной нам националистической идеологии.

Но столь же предметно на эту тему высказался и Илья Эренбург:

Великие писатели прошлого века оставили нам опыт, и он еще тепел, это живой опыт. Но изучение этого опыта у нас подменяется имитацией. Так начинается эпигонство, так появляются романы или рассказы, слепо подражающие манере старой натуралистической повести. Так появляются стихи о тракторах, подозрительно похожие на довоенные романсы. Под видом необходимости борьбы с формализмом у нас часто проводится культ самой реакционной художественной формы. … И в выступлениях наших некоторых критиков против поисков новой формы, в этом пренебрежении к форме также скрыто утверждение некоторой формы, а именно формы эпигонской и глубоко буржуазной (аплодисменты).

Попытался обличить формализм в своем выступлении после доклада Николая Погодина литературный деятель (организовавший позже травлю Булгакова) Киршон:

Революционные ли, социалистические ли те формы искусства, которые выдвигают наши «новаторы»? Нет, они не могут быть революционными, ибо заимствованы они у так называемого «левого» искусства буржуазии — футуризма. … Старые, как кое-кому может показаться, формы наполнены теперь содержанием, принципиально отличным от содержания старой школы; тем самым внешне «старым» формам придается новое качественное выражение.

Однако, для многих неожиданно, ему ответил азербайджанский писатель, драматург и поэт Джафар Джаббарлы:

Я не совсем понял т. Киршона, который упрекал т. Погодина в том, что он выступает искателем новых форм тогда, когда о Беломорском канале можно писать старыми формами, наполненными новым содержанием. Можно конечно писать обо всем: и о Беломорском канале, и о страховой кассе, но это будет уже только техника, а не искусство — сроком на один год, пока пьесу все успеют увидеть по одному разу. Если писатель не чувствует формы, в которую он облекает свое произведение, если он не заряжен, если он не возбуждается от действий своего героя и у него по спине не бегают мурашки, то он своего зрителя не зарядит. Он подействует на его разум, на сознание, но чувства зрителя останутся свободными от воздействия. А произведение, которое рассчитано только на сознание, а не на чувства одновременно, — это не искусство. Писатель, который не умеет заряжаться и заряжать своего читателя, драматург, который не умеет сделать так, чтобы зритель плакал или смеялся по его воле, — это не писатель, это не драматург. Такому писателю или драматургу лучше заняться бухгалтерией или чем-нибудь другим, но во всяком случае не искусством.

Тема формализма также присутствовала в докладах Н. И. Бухарина, Семена Кирсанова, члена Организационного комитета Союза советских писателей и Оргбюро ЦК ВКП(б) А. И. Стецкого, Николая Брауна и директора Института красной профессуры П. Ф. Юдина. Во всех выступлениях, кроме речи Брауна (который в своём творчестве испытал влияния — от раннего Николая Тихонова до Осипа Мандельштама, от Бориса Пастернака до раннего Николая Заболоцкого и от Маяковского до Есенина — но так и не смог ни к одному из них в своём уровне приблизиться), испуганно заявившего, что «формализм страшен», все по существу интерпретировали определение, данное Бухариным:

Нужно понять со всей отчетливостью огромную разницу между формализмом в искусстве, который должен быть решительно отвергнут, формализмом в литературоведении, который точно так же неприемлем, и анализом формальных моментов искусства (что отнюдь не есть формализм), анализом, который в высокой степени полезен, а сейчас, когда нам нужно «овладеть техникой» повсюду, абсолютно необходим.

Ни в заключительном слове Горького, ни в резолюциях съезда для формализма места не нашлось, а в принятом на съезде Уставе Союза советских писателей СССР было провозглашено следующее:

Социалистический реализм обеспечивает художественному творчеству исключительную возможность проявления творческой инициативы, выбора разнообразных форм, стилей и жанров.

Чтобы понять причины, по которым Первый съезд советских писателей не стал ориентиром ни для других видов искусства, ни для самой литературы, почему социалистический реализм быстро превратился в инструмент тоталитарной пропаганды, а борьба с формализмом так же оперативно стала средством подавления в искусстве всего, что не соответствовало вкусам вождей, следует обратить внимание на то, что в это время происходило в иных, чем литература, областях искусства, а также во внутренней политике советского государства.

## Первая половина 1930-х в советском искусстве

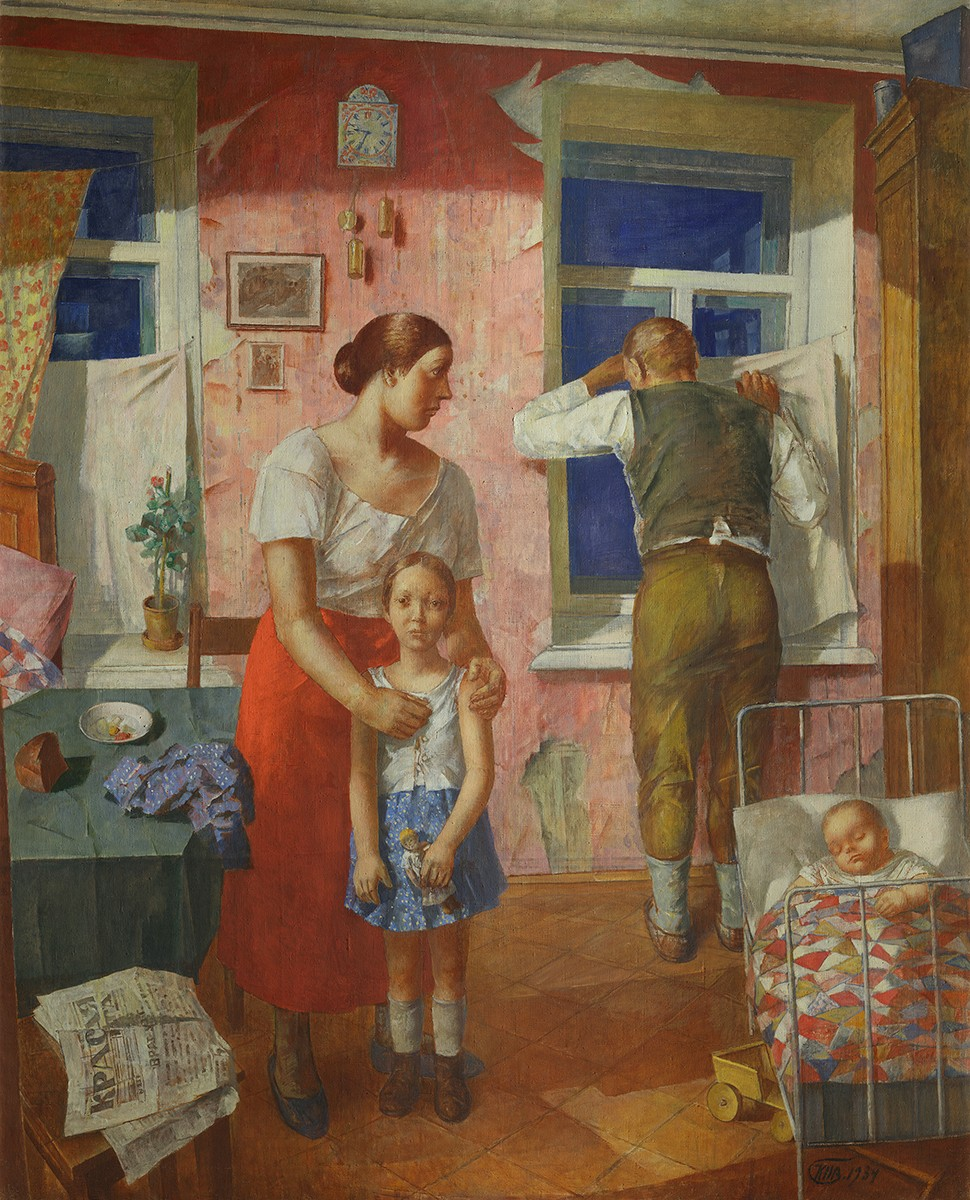
К. Петров-Водкин «1919 год. Тревога» (1934)

### Изобразительное искусство
В советском изобразительном искусстве, в отличие от литературы, авторитетного для всех мастера международного уровня не нашлось. Павел Радимов, последний председатель прославляемого властями Товарищества передвижников, стал первым председателем АХРР, которая, подобно РАПП в литературе, свела своё искусство к оформлению партийных лозунгов. Также Радимов был крестьянским поэтом, что после проведённой коллективизации являлось большим изъяном.
Поэтому руководить объединением советских художников, которые свой Первый всесоюзный съезд сумели провести лишь в 1957 году, направили литературного критика РАПП Осипа Бескина. В 1932 году тот же Бескин возглавил (Изогиз) и журналы «Искусство» и «Творчество», организованные после выхода постановления Политбюро ЦК ВКП(б).
Творческий метод Бескина — поиск и разоблачение замаскировавшихся врагов советской власти. Опыт он наработал ещё в двадцатые. Его статья в журнале «На литературном посту» о книге теоретика формализма Виктора Шкловского «Третья фабрика» (1927) называлась «Кустарная мастерская литературной реакции».
Сборник Осипа Мандельштама «О поэзии» (1928) Бескин характеризовал как «попытку разорвать целостную цепь марксистского миропонимания». Слова Семена Кирсанова, сказанные на первом съезде советских писателей про «некоторых критических каннибалов, защищавших невежество в области практики и теории мастерства и готовых снять курчавый скальп со всякого, кто вторгался в вигвам их невежества», к этому случаю вполне подходили.
Особое внимание Бескина привлекли крестьянские поэты: Николай Клюев, Сергей Клычков, Петр Орешин и ушедший из жизни в 1925 Сергей Есенин. Серия его разгромных статей, начатая в 1928, в 1930 сведена в книгу «Кулацкая художественная литература и оппортунистическая критика».
Редактор «Нового мира» Вячеслав Полонский так охарактеризовал метод полемики Бескина: «Бескин вместо критики избрал самый легкий и самый низкий путь: политической инсинуации. Это тот прием, законодателем которого был небезызвестный Фаддей Булгарин».

Неудивительно, что в изобразительном искусстве борьба с формализмом началась сразу после назначения Бескина на руководящие должности. Только что избранное руководство Московского областного союза (председатель — мастер палехской миниатюры на революционные темы и директор Третьяковской галереи А.А. Вольтер (АХР), заместители — авангардист Д.П. Штеренберг (ОСТ), портретный и жанровый живописец В.Н. Перельман (АХР)) и Ленинградского областного союза (председатель — больной туберкулёзом Кузьма Петров-Водкин) не желало и не могло ничего противопоставить «партийному руководству» в неожиданно для многих возродившемся стиле РАПП: 
В это время, в 1932-33 годах, под невинными названиями „дискуссий о портрете и о формализме" прошли грандиозные чистки в рядах советских художников. На них, в обстановке всеобщего публичного доносительства, публично каялись в „формализме“ и „натурализме“. Правда, не все. Упорствующим (Тышлеру, Татлину, Штеренбергу и Фаворскому) позже еще будет воздано по грехам их. На упомянутых „дискуссиях“ Бескин выступал в роли главного обвинителя. 
Как и в случае с крестьянскими поэтами, методические материалы «дискуссий» Бескин собрал в книгу «Формализм в живописи» (1933).
Пример изменений — крупнейшая выставка «Художники РСФСР за 15 лет», посвящённая 15-летию Октябрьской революции. Открытие состоялось в Ленинграде 13 ноября 1932 года в Русском музее. Эта выставка, «в первый и последний раз показавшая все без изъятия существующие к тому времени направления в искусстве СССР», при переезде в Москву, где она открылась 27 июня 1933 в Историческом музее, подверглась существенным сокращениям.
Было решено, что «представлять формалистические направления в развернутом виде, как это было сделано в Ленинграде, для выставки, основным принципом которой является раскрытие путей, ведущих к осуществлению стиля соцреализма в художественно-творческой практике, нецелесообразно». Однако ситуацию, которая сложилась в изобразительном искусстве после постановления Политбюро 1932, до поры до времени можно было считать скорее исключением, чем правилом.

### Музыка
В отличие от изобразительного искусства, в музыке, за исключением одного случая, ничего подобного после постановления Политбюро в течение 1й пол. 1930-х годов не происходило. Согласно постановлению избрали правления Московского и Ленинградского союзов советских композиторов.
В Москве председателем правления избрали дипломата и театроведа Михаила Аркадьева, в 1933 году его сменил правовед и бывший директор Государственной академии искусствознания Николай Челяпов. Впрочем, «он, как и его предшественник, к музыкальным проблемам не имел профессионального отношения». В Ленинграде председателем правления стал философ, психолог и социолог Борис Фингерт, любивший музыку Шумана и символиста Александра Скрябина.
Вмешательство в работу композиторов поначалу было минимальным и даже полезным. В мае 1933 в Москве состоялся организованный Наркомпросом в честь 15-летия Октябрьской революции Первый Всесоюзный конкурс музыкантов-исполнителей. В нем приняли участие 103 артиста: пианисты (первая премия — Эмиль Гилельс), скрипачи и виолончелисты (первая премия — Герц Цомык и Святослав Кнушевицкий), вокалисты (первая премия — Зоя Гайдай, Елена Кругликова).
Второй Всесоюзный конкурс, который прошёл в Ленинграде 17 февраля-2 марта 1935, собрал 215 участников и открыл имена победителей: пианист Яков Флиер, скрипач Давид Ойстрах, арфистка Вера Дулова, трубач Наум Полонский, кларнетист Владимир Генслер.
В дальнейшем в уже изменившихся условиях конкурсы продолжились и привели — впервые в мировой музыкально-конкурсной практике — к Первому Всесоюзному конкурсу дирижеров (сентябрь 1938), победу на котором одержал Евгений Мравинский.
Ранее под управлением Мравинского впервые исполнена Пятая симфония Шостаковича (21 ноября 1937), об оценках которой композитор писал в статье «Мой творческий ответ» (28 января 1938):
«Среди отзывов, часто очень обстоятельно анализировавших это произведение, особенную радость доставил мне один, где говорилось, что пятая симфония — это деловой творческий ответ советского художника на справедливую критику. (…) И оркестр, и дирижер его - Мравинский - удовлетворяют всем требованиям, которые только может поставить автор перед исполнителями своего произведения».
До 1936 ни к кому из советских композиторов вопросов по поводу формализма у властей не возникало. Исключительный случай с запретом в Ленинграде — с последующей разгромной статьёй, но не в «Правде», а почему-то в «Красной звезде» — Первой симфонии Гавриила Попова. Случай произошёл в конце марта 1935 года и ещё не имел отношения к борьбе с формализмом. Судя по не имевшему отношения к формализму обоснованию запрета — «недопустимо исполнение (произведения) как отражающего идеологию враждебных классов» — случай стал следствием ужаса местных чиновников от культуры перед развернувшимися как раз в это время в городе репрессиями Сталина в ответ на убийство Кирова.
Хотя многие художники, такие как Казимир Малевич, являются основателями отдельных течений внутри формализма с мировыми именем, у себя на родине они подверглись атаке со стороны официозных деятелей искусства. В 1930-е годы само слово «формализм» превратилось в ругательство. Обвинение в формализме обычно предъявляли зарубежным авторам и советским художникам, писателям и музыкантам, не выразившие достаточной преданности партийному руководству искусством.
В музыке обвинения в формализме проявились в статье «Сумбур вместо музыки» и Постановлении об опере «Великая дружба».
По определению Максима Горького (1936):

В литературе излишняя орнаментика и детализация неизбежно ведут к затемнению смысла фактов и образов. Желающие убедиться в этом пусть попробуют читать Екклезиаста, Шекспира, Пушкина, Толстого, Флобера одновременно с Марселем Прустом, Джойсом, Дос-Пассосом и различными Хемингуэями. Формализм как «манера», как «литературный приём» чаще всего служит для прикрытия пустоты или нищеты души. Человеку хочется говорить с людьми, но сказать ему нечего, и утомительно, многословно, хотя иногда и красивыми, ловко подобранными словами, он говорит обо всём, что видит, но чего не может, не хочет или боится понять. Формализмом пользуются из страха пред простым, ясным, а иногда и грубым словом, страшась ответственности за это слово. Некоторые авторы пользуются формализмом как средством одеть свои мысли так, чтоб не сразу было ясно их уродливо враждебное отношение к действительности, их намерение исказить смысл фактов и явлений.

## Послевоенное время
10 февраля 1948 году состоялось совещание деятелей советской музыки под председательством члена Политбюро Андрея Жданова, который в своей речи назвал оперу Дмитрия Шостаковича «Леди Макбет Мценского уезда» грубой, примитивной и вульгарной, а произведения Сергея Прокофьева и Арама Хачатуряна сравнивал со «звуками бормашины и музыкальной душегубки».
Подверглись критике Вано Мурадели, Николай Мясковский, Гавриил Попов, Виссарион Шебалин. Было вынесено постановление о борьбе с формализмом. Произведения композиторов-«формалистов» долгое время не исполнялись.
По остроумному замечанию Сергея Эйзенштейна, называть человека, интересующегося проблемами формы, формалистом, равнозначно тому, чтобы называть человека, интересующегося проблемами сифилиса, — сифилитиком.
О последствиях борьбы с формализмом и космополитизмом для советского искусства свидетельствовала скульптор В. И. Мухина:
…мы видим на выставках столько серых, скучных, антихудожественных, хотя и технически грамотных произведений… У нас забыли о праве художника творить, забыли о том, что не само событие, а его эмоциональное освещение, так сказать симпатия художника, является главным содержанием произведения…

## Борьба с формализмом в странах социализма

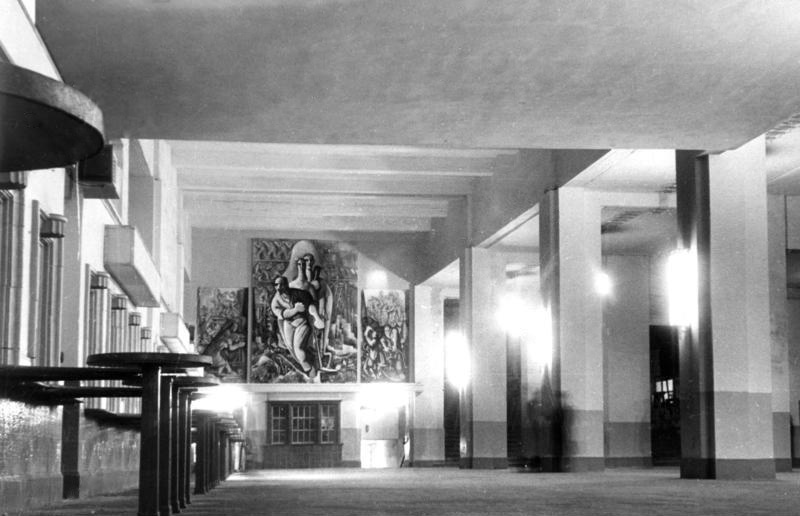
Станция Фридрихштрассе, 1948, роспись Хорста Штремпеля